# SN 2003gd
SN 2003gd – supernowa typu II-P odkryta 12 czerwca 2003 roku w galaktyce Messier 74. W momencie odkrycia miała maksymalną jasność 13,20m.